# Castell d'Aiora
El Castell d'Aiora es troba en una elevació de 552 metres sobre el nivell del mar, al centre de la  població. Edificat possiblement a mitjan segle xiii, després de la reconquesta cristiana, sobre una antiga construcció àrab. El conjunt es componia del palau-residència de quatre plantes, dues places fortes i una gran torre de l'homenatge, a més d'altres dependències per a soldats i servitud, aljubs i jardins. El conjunt estava envoltat per prop de mil metres de muralles i torrasses de defensa.
El castell va quedar arruïnat per les tropes de Felip V a la guerra de Secessió, però el seu perfil i grans dimensions encara són perceptibles. Entre les seves restes destaca la torre de l'homenatge, de planta quadrada, la porta falsa, manada construir per la  Marquesa de Zenete al segle xvi, sobre la qual estava el seu escut d'armes, així com teles, muralles, cubs, fosses. És bé d'interès cultural amb referència RI-51-0010507, des de 2006.

## Història
D'origen musulmà, va ser reconstruït íntegrament al segle xiii després de ser reconquistada la Vall d'Aiora per tropes  aragoneses entre 1239 i 1243. Amb la signatura del tractat d'Almizra a 1244 entre la Corona de Castella i la Corona d'Aragó, Aiora queda en poder dels castellans. Pel tractat de Campillo signat a 1281 entre Alfons X el Savi de Castella i Pere el Gran d'Aragó, Aiora passa novament a mans aragoneses, com a compensació de guerra. Per l'acord d'Elx de 1305, Aiora passarà a incorporar-se al Regne de València per decisió del rei d'Aragó Jaume II el Just.
 
El primer esment que es fa del castell prové precisament del geògraf musulmà, Al-Idrisi que al segle xii el cita de passada. Amb el decret d'expulsió dels moriscos a 1609, la vall va quedar pràcticament despoblada, després què aquests s'haguessin rebel·lat contra el poder reial.
Durant els segles  XIV i xv, Aiora va ser lloc de senyoriu, sent propietat de l'almirall d'Aragó Bernat de Sarrià. A 1492 va ser comprada pel senyor Rodrigo de Mendoza (fill del Cardenal Mendoza), primer marquès de Zenete, que va morir a 1523. La seva filla Mencía de Mendoza i Fonseca, marquesa de Zenete, (Jadraque, 1508 - València, 1554) va heretar el senyoriu, però en morir sense descendència va passar a mans de la seva germana Maria, casada amb Diego Hurtado de Mendoza, Duc de l'Infantat, quedant unit als seus dominis fins a 1837, quan es van abolir els règims senyorials.
Durant els segles  XVI i  XVII, el castell va patir importants reformes per condicionar-lo com palau, entre elles la construcció de la coneguda com Porta Falsa, manada fer per la senyora Mencía de Mendoza.
El castell es troba pràcticament en ruïnes des que a 1707 les tropes de Felip V al comandament del comte de Pinto van prendre per assalt, saquejant i cremant la població i el castell, que va quedar abandonat. A 1797 el botànic Cavanilles fa una descripció del mateix i el presenta com un lloc arruïnat i destrossat (observacions recollides pel geògraf i botànic Cavanilles en la seva obra "Observacions ... del Regne de València "). En 1812 els francesos van ocupar la vall i van acabar amb el poc que quedava del castell.
La vila d'Aiora situada als peus del castell es trobava al seu torn emmurallada, disposant de tres portes o accessos: el Portal de la Verge de Gràcia, el Portal de Santa Llúcia, i el Portal de Palaz o de Sant Nicolau.

## Característiques

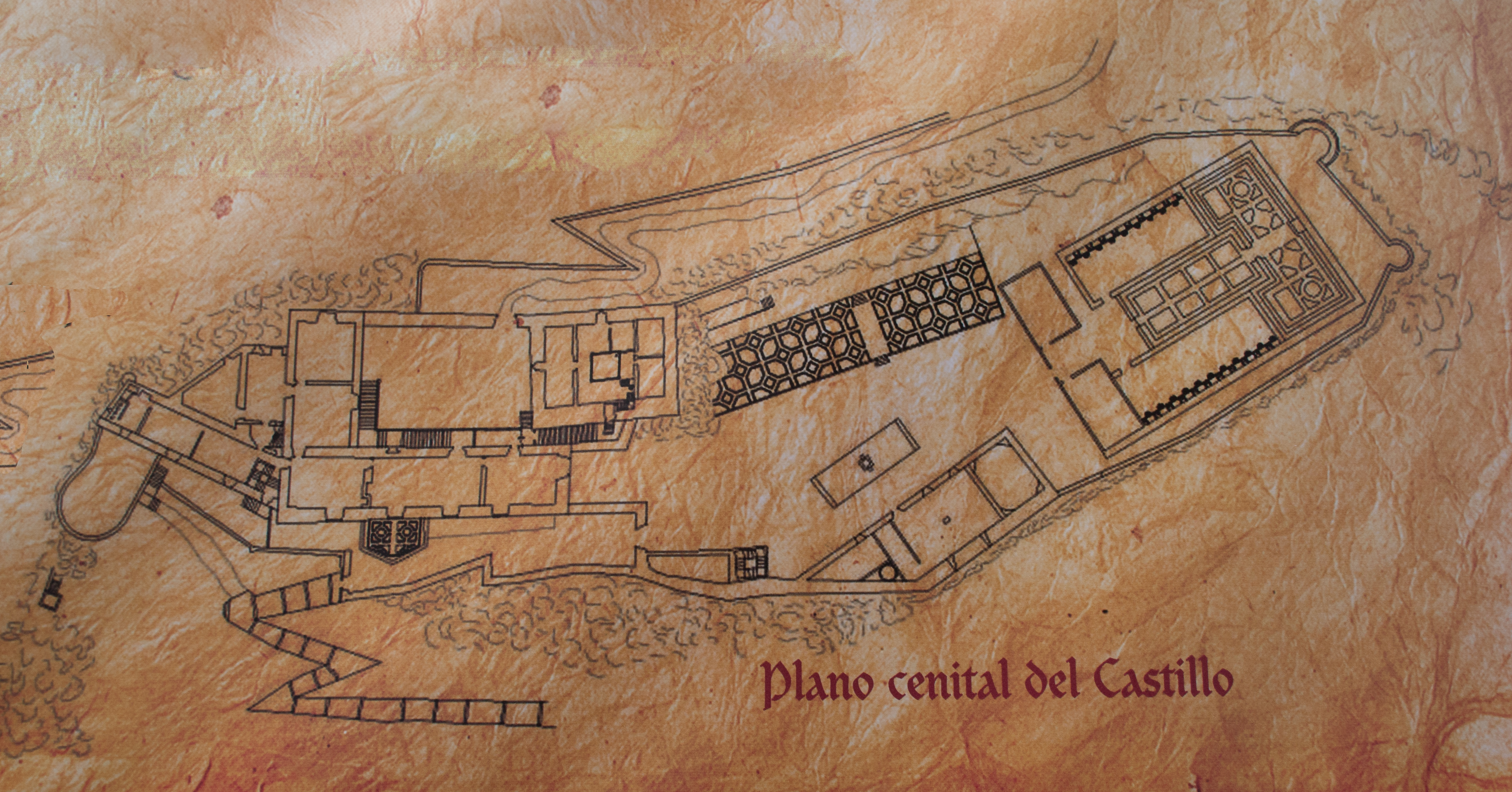
Plànol zenital del castell

De  planta allargada, s'adapta al terreny sobre el qual està construït. En el seu centre i dominant el paisatge s'alça la torre de l'homenatge, de planta quadrangular. Realitzada a maçoneria i carreu, s'observen restes de tàpia d'alguna construcció anterior musulmana.
Disposa de dues places, una més gran coneguda com la Plaça d'Armes amb un paviment de còdols de disseny geomètric i una altra més petita al sud considerada com el pati de l'antic palau-fortalesa de la Marquesa de Zenete.
El castell s'envoltava per una línia de muralles d'aproximadament sis metres d'altura i 900 de longitud. Entre les ruïnes podem trobar restes de diverses torres quadrangulars i una semicircular, així com d'antigues dependències.
El castell tenia dos accessos, al nord travessant pel conegut com a Barri Alt i al sud per la coneguda com a Porta Falsa (segle xvi) que donava accés directament a la zona palatina. Encara que actualment aquesta porta té un difícil accés, en el seu origen era l'entrada natural al castell palau. Rep el nom de Porta Falsa perquè en l'actualitat no compleix amb aquesta funció, inutilitzada com accés a l'haver obert una pedrera de pedra als seus peus. Formada per un arc de mig punt, està realitzada en carreus amb pedra calcària vermellosa. La porta queda emmarcada per una motllura de pedra asimètrica en forma d'arrabà, en la part superior havia d'anar l'escut d'armes de la família propietària del castell, escut que avui dia ha desaparegut. L'escut amb tota probabilitat es correspondria amb el del Marquesat de Zenete. A la dreta de la portada observem les restes del que va haver de ser un sòcol que adornava el mur i que simula una columna adossada amb capitell i basa. Per sobre de la portada hi ha dos mènsules que sustentaven un matacà actualment desaparegut i que protegia l'entrada.